# سيناد كريسو
سيناد كريسو (ولد في 5 أبريل 1955) لاعب كرة قدم سابق ومدرب كرة قدم بوسني حالي. يتولى حاليا تدريب نادي النصر العماني.

## الحياة الشخصية
كريسو متزوج ويعيش مع عائلته في مسقط رأسه سراييفو. حائز على درجة المستوى الأول من كلية علوم الرياضة في جامعة سراييفو عام 1985.

## سيرة اللعب
بدأ كريسو مسيرته الكروية في عام 1962 مع فريق شباب نادي ساراييفو. في عام 1963 انتقل إلى فوغوسكا حيث وقع على عقد طويل الأمد مع أونيس فوغوسكا ولعب لفريق الشباب في النادي لفترة ست سنوات.
بدأ مسيرته الكروية المهنية في عام 1969 مع ناديه الأم أونيس فوغوسكا ولعب هناك لست سنوات. في عام 1975 وقع عقدا طويل الأمد مع نادي يدينستفو برتشكو من برتشكو.
في عام 1979 انتقل للمرة الأولى إلى خارج البوسنة والهرسك للعب في صربيا حيث لعب لفترة قصيرة مع نادي بيلا تسركفا الذي يقع مقره في بيلا تسركفا.
في عام 1980 عاد إلى البوسنة والهرسك حيث وقع عقدا لمدة عام واحد مع نادي غورازده من غورازده. في عام 1981 عاد إلى فوغوسكا حيث انضم إلى ناديه الأم فوغوسكا قبل اعتزاله اللعب في عام 1983.

## سيرة التدريب
حصل كريسو على رخصة التدريب من فئة أ من الاتحاد الأوروبي لكرة القدم وهي ثاني أعلى مؤهل تدريب كرة القدم. شارك في العديد من الدورات على مستوى الشباب المنظمة من قبل الاتحاد الملكي البلجيكي لكرة القدم في بروكسل. شارك أيضا في مختلف الدورات المنخفضة المنظمة من قبل اتحاد مالطا لكرة القدم واتحاد إيطاليا لكرة القدم واتحاد النرويج لكرة القدم بالتعاون مع الاتحاد الأوروبي.
حقق مسيرة تدريبية ناجحة في البوسنة والهرسك من 1984 إلى 1999 بتدريب فرق مثل كيه أونيس فوغوسكا وزوبسا ونادي ساراييفو تحت 20 سنة ومنتخب البوسنة والهرسك تحت 20 سنة.
انتقل للتدريب لأول مرة خارج البوسنة والهرسك في عام 1999 إلى الكويت حيث تم تعيينه مدربا لنادي القادسية.
في عام 2000 انتقل إلى شمال أفريقيا حيث تم تعيينه مدربا لأحد أنجح الأندية السودانية وهو المريخ الذي يقع مقره في أم درمان حيث قادهم إلى تحقيق بطولة الدوري موسم 2000-01 وكأس السودان عام 2001.
ثم انتقل إلى المملكة العربية السعودية في عام 2001 حيث تم تعيينه مدربا لنادي الرائد من بريدة وفي منتصف الموسم تم تعيينه مدربا للنادي السعودي الآخر الفتح.
كانت خطوته المقبلة إلى البحرين في عام 2003 حيث تم تعيينه مدربا للنادي الأهلي الذي يقع مقره في بوغزال بالعاصمة المنامة. استطاع تحقيق كأس ملك البحرين واحتلال المركز الثالث في بطولة الدوري.
في نهاية موسم 2002-03 تم تعيينه مدربا للفريق البحريني الآخر المحرق. في خلال هذا الموسم قادهم لتحقيق بطولة الدوري.
في عام 2004 عاد إلى الأهلي وقادهم لتحقيق المركز الثاني في ثلاث بطولات مختلفة وهي: بطولة الدوري وكأس ملك البحرين وكأس ولي العهد.
بعد موسمين ناجحين مع الأندية البحرينية تم تعيينه مدربا لمنتخب البحرين تحت 23 سنة. ثم تم تعيينه مدربا لمنتخب البحرين في عام 2007. كانت أول مهمة كبيرة له قيادة المنتخب البحريني في كأس الخليج العربي لكرة القدم 2007 ولكنه وصل فقط للدور النصف النهائي حيث خسر من عمان 0-1.
في نهاية موسم 2006-07 تم تعيينه مدربا لنادي النجمة البحريني. استطاع قيادة الفريق لتحقيق المركز الثاني في كأس ملك البحرين.
في 26 ديسمبر 2009 انتقل للعمل في عمان حيث تولى تدريب نادي ظفار من صلالة. في السنة الأولى قادهم لتحقيق المركز الثاني في بطولة الدوري وكأس السلطان قابوس حيث خسر بصعوبة بركلات الترجيح 6-7 أمام نادي صحم. كانت إدارة النادي سعيدة بجهوده وإنجازاته في أول موسم له على الإطلاق في البلاد ونتيجة لذلك في 29 مايو 2009 وقع على تمديد عقده مع النادي. في موسم 2010-11 على الرغم من احتلاله المركز الرابع في بطولة الدوري إلا أنه استطاع تحقيق كأس السلطان قابوس. لكن بعد بعض الخلافات مع إدارة النادي وبسبب بعض التأخير في صرف رواتبه فقد قرر تقديم استقالته في ديسمبر 2011.
في 29 يناير 2012 عاد إلى البحرين لتولي تدريب نادي الرفاع الشرقي حيث وقع على عقد يمتد لمدة عام واحد.
قبل بداية موسم 2013-14 وبالتحديد في 13 أغسطس 2013 تم تعيينه مدربا لنادي مجيس الذي يقع مقره في ولاية صحار. ولكن بعد بعض الخلافات مع إدارة النادي وبسبب بعض التأخير في صرف رواتبه فقد قرر أن يرحل عن النادي.
في 18 ديسمبر 2013 عاد إلى البحرين مجددا لتولي تدريب نادي البسيتين من البسيتين حيث وقع على عقد قصير الأمد يمتد إلى نهاية الموسم. قاد الفريق لتحقيق المركز الثاني في بطولة كأس ملك البحرين بعد خسارة المباراة النهائية من فريقه السابق الرفاع الشرقي 1-2.
في يوليو 2014 عاد إلى عمان لتولي تدريب العروبة من ولاية صور حامل لقب بطولة الدوري وكأس السلطان قابوس. ولكن بعد بعض الخلافات مع إدارة النادي فقد أقيل من تدريب النادي في 5 سبتمبر 2014 قبل أيام قليلة من بداية موسم 2014-15.
في 12 يوليو 2015 تم تعيينه مدربا لنادي صلالة.
خلال مرحلة ما قبل الموسم قاد صلالة لاحتلال المركز الثاني في مهرجان صلالة لكرة القدم عندما خسر المباراة النهائية بصعوبة 4-2 بركلات الترجيح أمام غريمه التقليدي النصر بعدما انتهى الوقتين الأصلي والإضافي بالتعادل الإيجابي 3-3. بدأ صلالة بطولة الدوري بتحقيق خسارة مخيبة للآمال 1-3 على أرضه أمام حامل اللقب وناديه السابق العروبة في استاد السعادة. قاد صلالة للتأهل إلى الدور الربع النهائي في كأس السلطان قابوس بعد فوزه 7-2 على نادي السلام من الدرجة الثانية في دور 32 والفوز 2-1 على نادي الوحدة في دور 16.
في 22 يناير 2016 بعد الأداء الباهت للفريق في بطولة الدوري فقد قررت إدارة نادي صلالة عزل كريسو.
بعد بضعة أسابيع تم تعيينه مدربا للنصر الغريم التقليدي لظفار وصلالة حتى نهاية الموسم. قادهم لتحقيق كأس دوري المحترفين.

## الإنجازات

### الأهلي
- كأس ملك البحرين (1): 2003

### المحرق
- الدرجة الأولى (1): 2003-04

### ظفار
- كأس السلطان قابوس (1): 2011

### النصر
- كأس دوري المحترفين (1): 2016

## روابط خارجية
- سيناد كريسو على موقع قاعدة بيانات كرة القدم.إي يو (الإنجليزية)